# Francis Spufford
Francis Spufford (* 1964) ist ein britischer Schriftsteller und Dozent für Kreatives Schreiben.

## Leben
Spufford kam 1964 als Sohn der Sozialhistorikerin Margaret Spufford (1935–2014) und des Wirtschaftshistorikers Peter Spufford (1934–2017) zur Welt. Er studierte Anglistik an der University of Cambridge, wo er 1985 seinen Abschluss machte. Von 1987 bis 1990 arbeitete er für den Verlag Chatto & Windus. Neben seiner schriftstellerischen Arbeit lehrt er seit 2008 Kreatives Schreiben am Goldsmiths College in London, wo er seit 2018 eine Professur innehat.
Im Laufe seines Schaffens hat er sich vom Sachbuch kommend der Belletristik zugewandt. Sein erster Roman Golden Hill (dt. Neu–York) wurde unter anderem mit dem Costa Book Award für den besten Erstling, dem Desmond Elliot Prize und dem Ondaatje Prize ausgezeichnet. 2007 wurde er in die Royal Society of Literature aufgenommen. Im Jahr 2021 gelangte er mit seinem Roman Light Perpetual auf die Longlist des britischen Booker Prize.
New York, so beschreibt der Perlentaucher die Rezension zu Neu–York Thorsten Gräbes in der FAZ, scheine nur auf einen Geschichtenerzähler wie Spufford gewartet zu haben. Der Kritiker attestiere dem Roman Spannung und sprachliche Experimentfreude. Auch eine gewisse Freizügigkeit, was historische Fakten angeht, stelle er fest – ohne dies dem Autor zu verübeln.

## Werke (Auswahl)
- I May Be Some Time: Ice and the English Imagination, 1996, ISBN 978-0-312-22081-5
- The Child That Books Built, 2002, ISBN 978-0-571-34679-0
- Backroom Boys: The Secret Return of the British Boffin, 2003, ISBN 978-0-571-21497-6
- Red Plenty, 2010, ISBN 978-0-571-22524-8
  - deutsch Rote Zukunft, 2012, Rowohlt, übers. v. Jan Valk, ISBN 978-3-499-25751-3
- Unapologetic, 2012, ISBN 978-0-571-22522-4
  - deutsch Heilige (Un)Vernunft!, 2014, Brendow, ISBN 978-3-86506-674-9
- Golden Hill, 2016, ISBN 978-1-5011-6388-3
  - deutsch Neu–York, 2017, Rowohlt, übers. v. Jan Schönherr, ISBN 978-3-499-29069-5
- True Stories and Other Essays, 2017, ISBN 978-0-300-24666-7
- Light Perpetual, 2021, ISBN 978-1-9821-7414-9
  - deutsch Ewiges Licht, 2022, Rowohlt, übers. v. Jan Schönherr, ISBN 978-3-498-00248-0
- Cahokia Jazz, 2023, ISBN 978-0-571-33687-6